# Blaesoxipha pusilla
Blaesoxipha pusilla är en tvåvingeart som först beskrevs av Macquart 1835.  Blaesoxipha pusilla ingår i släktet Blaesoxipha och familjen köttflugor.
Artens utbredningsområde är Italien. Inga underarter finns listade i Catalogue of Life.